# Pearl City (Havaí)
Pearl City é uma Região censo-designada localizada no estado americano do Havaí, no Condado de Honolulu.

## Geografia
De acordo com o United States Census Bureau, a localidade tem uma área de 26 km², dos quais 24 km² cobertos por terra e 2 km² cobertos por água.

### Localidades na vizinhança
O diagrama seguinte representa as localidades num raio de 8 km ao redor de Pearl City.

## Demografia
Segundo o censo nacional de 2010, a sua população é de 47 698 habitantes e sua densidade populacional é de 2 021,55 hab/km². É a segunda localidade mais populosa do estado. Possui 14 622 residências, que resulta em uma densidade de 619,71 residências/km².